# Револьвер Гассера
Револьвер Гассера (de:Gasser Armeerevolver M1870(/74)) — револьвер, производившийся с 1870 до конца XIX века крупной австрийской фирмой Rast & Gasser, основанной в 1862 году. Производство этого и похожих револьверов наладил Леопольд Гассер, а после его смерти его дела перешли к его сыну Иоганну Гассеру. Револьверы Гассера состояли на вооружении австро-венгерской армии, хорошо продавались в Австро-Венгрии и на Балканском полуострове.

## Особенности
У этого оружия, как и у остальных револьверов Гассера была разъемная рамка. Его конструкция очень напоминает Кольт раннего периода, за исключением того, что прилив ствола имеет внизу резьбовое отверстие и навинчивается на поворотную ось барабана. У револьвера имеются открывающаяся задняя дверца и стержень-экстрактор с правой стороны. Ударно-спусковой механизм двойного действия снабжён предохранителем в форме плоской пластины над спусковой скобой. Внутренние оси, соединённые с задней частью предохранителя, держат курок на полувзводе и освобождают его только при нажатии на спусковой крючок. На оружии много различных значков: надпись «GASSER PATENT GUS-STAHL», Австрийский орёл, эмблема на которой изображена стрела пронзающая яблоко, со словами «SHUTZ MARK». Это довольно массивное оружие, в котором использовались патроны, первоначально предназначенные для карабина Верндля. И на самом деле подходило оно лишь для кавалерии . Но даже в этом случае пользоваться револьвером без дополнительного упора было неудобно.

## Черногорский Гассер
В отличие от револьвера Гассера, у этого револьвера неразъёмная рамка. Но во всём остальном он фактически не отличим от револьвера Гассера.
Некоторые из этих револьверов с откидным стволом, с перфорированной пластиной экстрактора в задней части барабана; у других — рамка разъёмная, а у отдельных ударно спусковой механизм одинарного действия. Прилив ствола навинчивается на неподвижную ось барабана и фиксируется винтом, который соединяет прилив с рамой. Барабан снаряжался через расположенную с правой стороны откидную дверцу. Ударно-спусковой механизм — куркового типа, двойного действия, имеющий устройство постановки курка на предохранительный взвод. С правой стороны рамы, под барабаном, расположен предохранительный рычаг, взаимодействующий с УСМ. Прицельные приспособления открытого типа состоят из мушки и целика. Рукоятка имеет кольцо для ремешка и деревянные щечки с насечкой. Часто эти револьверы богато украшались.
| Название                    | Калибр                                     | Использование |
| --------------------------- | ------------------------------------------ | ------------- |
| M1870/M1870-74/M1882 Gasser | 11,25×36 мм R, 11,2×29,5 мм (Черногорский) | 1870—1898     |
| Gasser-Kropatschek M1876    | 9×26 мм R                                  | 1876—1898     |
| M1878 Gasser                | 9×26 мм R                                  | 1878—1898     |
| Раст Гассер модель 1898     | 8×27 мм R Rast & Gasser                    | 1898—1945     |